# 广域增强系统

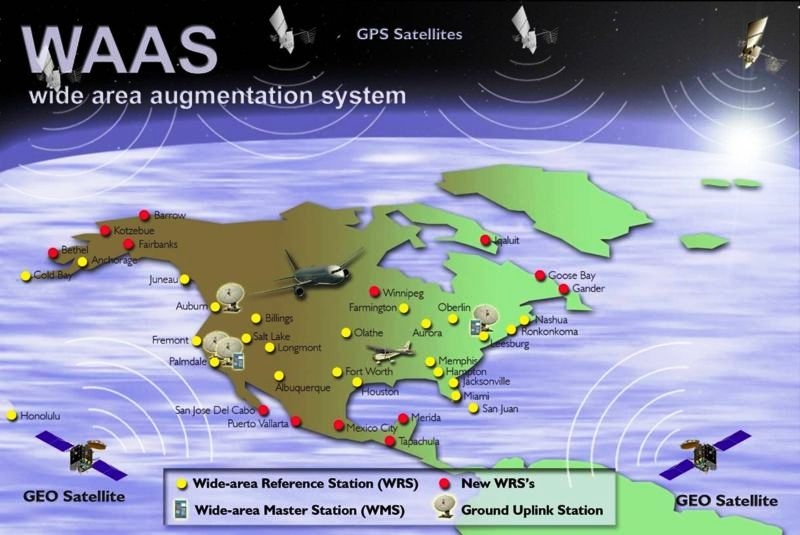
WAAS系统概况。

广域增强系统（Wide Area Augmentation System，简称WAAS）是由美国联邦航空局开发建立的用于空中导航的一个系统，该系统主要是通过解决广域差分GPS的数据通信问题从而提高全球定位系统的精度和可用性。
广域增强系统利用遍布北美和夏威夷的地面参考站（Wide-area Reference Station，简称WRS）采集GPS信号并传送给主控站（Wide-area Master Station，简称WMS）。主控站经过计算得出差分改正（Deviation Correction，简称DC ）并将改正信息经地球站传送给WAAS地球同步卫星。最后由地球同步卫星将信息传送给地球上的用户，这样用户就能够通过得到的改正信息精确计算自己的位置。
该系统于二十世纪九十年代开始研制开发，到2003年7月10日时，WAAS信号已经能够覆盖95%的美国领土。其动态定位水平精度可达到3--5米，垂直精度可达3--7米。而且用户不需要增加任何导航设备。